# Zamin Uthukuli
Zamin Uthukuli là một thị xã panchayat của quận Coimbatore thuộc bang Tamil Nadu, Ấn Độ.

## Nhân khẩu
Theo điều tra dân số năm 2001 của Ấn Độ, Zamin Uthukuli có dân số 14.871 người. Phái nam chiếm 50% tổng số dân và phái nữ chiếm 50%. Zamin Uthukuli có tỷ lệ 68% biết đọc biết viết, cao hơn tỷ lệ trung bình toàn quốc là 59,5%: tỷ lệ cho phái nam là 75%, và tỷ lệ cho phái nữ là 61%. Tại Zamin Uthukuli, 11% dân số nhỏ hơn 6 tuổi.